# Bradley Wanamaker
Pour les articles homonymes, voir Wanamaker.
Bradley Wanamaker, né le 25 juillet 1989 à Philadelphie en Pennsylvanie, est un joueur américain de basket-ball qui évolue aux postes de meneur et arrière.

## Biographie

### Jeunesse
Wanamaker est allé à la Roman Catholic High School dans sa ville natale, où il joue au basket-ball de l’école secondaire. En 2007, il est nommé joueur de l’année du Philadelphia Daily News en tant que lycéen.
Wanamaker joue de 2007 à 2011 avec l'équipe universitaire américaine des Panthers de Pittsburgh. Durant ses quatre années à Pittsburgh, Wanamaker inscrit un total de 1 090 points.
Non drafté en NBA lors de sa dernière saison universitaire, il décide de rejoindre pour deux mois, le vieux continent.

### Carrière professionnelle

#### Europe
Sa carrière professionnelle commence à Teramo, en Italie, où il affiche une ligne statistique intéressante à l'issue de son contrat : 7,6 points, 4 rebonds, 1,6 passe en 7 matchs.
Par la suite, il tente alors de rejoindre la NBA en passant par un training camp des Hawks d'Atlanta. Finalement, il n'est pas conservé par les Hawks. C'est alors que Wanamaker revient pour une année en Italie mais cette fois-ci, à Forlì, en LegaDue. Le jeune meneur américain survole la deuxième division en compilant 17,8 points, 4,3 rebonds, 1,8 passe en 4 matchs.
Le natif de Philadelphie termine la saison 2011-2012, chez les Toros d'Austin (D-League). En 24 matchs de D-League, Bradley Wanamaker tourne en moyenne à 6,3 points, 2,4 rebonds, 2,2 passes. Lors de la finale de D-League contre les D-Fenders de Los Angeles, il compile 18 points, 6 rebonds et 5 passes décisives en 39 minutes. Son équipe remporte le match 122 à 110 et Bradley devient champion de D-League le 28 avril 2012.
Enfin lors de l'été 2012, Wanamaker rejoint la NBA Summer League en jouant pour le compte des Hawks d'Atlanta. Ce dernier affiche en 5 matchs de Summer League, une moyenne de 6,8 points et 4,2 passes par match.
Le 15 août 2012, Bradley Wanamaker s'engage pour une saison au Limoges CSP, avec l'entraineur Panagiotis Giannakis aux manettes le club de Limoges qui fait alors son grand retour en Pro A où il compile en moyenne 9,0 points et 3,4 rebonds par match. Wanamaker est associé à l'autre meneur américain, Kyle McAlarney,. La saison suivante, il revient en Italie et signe avec Giorgio Tesi Pistoia de Lega Basket Serie A.
Le 2 juillet 2014, Wanamaker signe avec Brose Baskets en Bundesliga. Avec Bamberg, il remporte le championnat 2014-2015 et est également nommé meilleur joueur de la finale. Au cours de la saison suivante, Brose participe à l’Euroligue, et connaît une saison solide, au cours de laquelle l’équipe atteint le Top 16. Dans le championnat allemand, Wanamaker est élu MVP de la saison, après avoir mené l’équipe de Bamberg à un second titre consécutif.
Il rejoint le Darüşşafaka à l'été 2016 et sa saison en Euroligue est réussie puisque le club atteint les playoffs et Wanamaker est nommé dans la seconde équipe-type de la compétition.
En septembre 2017, Wanamaker rejoint le champion d'Europe en titre, le Fenerbahçe où il signe un contrat d'un an. Au cours de l’Euroligue 2017-2018, Fenerbahçe participe au Final Four 2018. Finalement, ils perdent 85-80 contre le Real Madrid dans le dernier match. En 36 matchs d'Euroligue, il obtient en moyenne 11,3 points, 2,7 rebonds et 3,8 passes décisives par match.

#### NBA
Durant l'été 2018, il signe aux Boston Celtics. Début juillet 2019, il se réengage une saison supplémentaire avec les Celtics de Boston.
En novembre 2020, il signe pour un an et 2,25 millions de dollars aux Warriors de Golden State.
Le 25 mars 2021, il est envoyé aux Hornets de Charlotte.
Le 7 octobre 2021, il signe un contrat en faveur des Pacers de l'Indiana. Il est coupé fin décembre 2021.
Fin décembre 2021, il s'engage avec les Wizards de Washington.

## Palmarès

### En club
- Champion de Turquie en 2018 avec le Fenerbahçe.
- Vainqueur de la Turkish President's Cup en 2017.
- 2 fois champion d'Allemagne en 2015 et 2016 avec le Brose Baskets.
- Champion de D-League avec les Toros d'Austin en 2012.
- Vainqueur du Match des Champions avec le Limoges CSP en 2012.

### Distinctions personnelles
- MVP des finales du championnat de Turquie en 2018.
- MVP du championnat d'Allemagne en 2016.
- MVP des finales du championnat d'Allemagne en 2015.
- All-EuroLeague Second Team en 2017.
- 2 fois All-Star du championnat de Turquie en 2017 et 2018.
- 2 fois All-BBL First Team en 2015 et 2016.
- 2 fois BBL All-Star en 2015 et 2016.
- MVP du BBL All-Star Game en 2015.

## Statistiques

### Université
| Saison    | Équipe     | Matchs | Titul. | Min./m | % Tir | % 3pts | % LF | Rbds/m. | Pass/m. | Int/m. | Ctr/m. | Pts/m. |
| --------- | ---------- | ------ | ------ | ------ | ----- | ------ | ---- | ------- | ------- | ------ | ------ | ------ |
| 2007-2008 | Pittsburgh | 30     | 0      | 11,0   | 32,9  | 16,7   | 48,4 | 1,2     | 1,4     | 0,4    | 0,1    | 2,2    |
| 2008-2009 | Pittsburgh | 36     | 0      | 19,0   | 46,2  | 39,0   | 74,6 | 3,3     | 2,1     | 0,8    | 0,2    | 5,8    |
| 2009-2010 | Pittsburgh | 34     | 34     | 32,5   | 44,0  | 36,2   | 72,0 | 5,7     | 4,7     | 1,2    | 0,3    | 12,3   |
| 2010-2011 | Pittsburgh | 34     | 34     | 30,4   | 44,8  | 32,7   | 76,0 | 5,2     | 5,1     | 1,4    | 0,4    | 11,7   |
| Carrière  | Carrière   | 134    | 68     | 23,5   | 43,7  | 34,4   | 72,2 | 3,9     | 3,4     | 1,0    | 0,2    | 8,1    |

### NBA

#### Saison régulière
| Saison    | Équipe   | Matchs | Titul. | Min./m | % Tir | % 3pts | % LF | Rbds/m. | Pass/m. | Int/m. | Ctr/m. | Pts/m. |
| --------- | -------- | ------ | ------ | ------ | ----- | ------ | ---- | ------- | ------- | ------ | ------ | ------ |
| 2018-2019 | Boston   | 36     | 0      | 9,5    | 47,6  | 41,0   | 85,7 | 1,1     | 1,6     | 0,3    | 0,1    | 3,9    |
| 2019-2020 | Boston   | 71     | 1      | 19,3   | 44,8  | 36,3   | 92,6 | 2,0     | 2,5     | 0,9    | 0,2    | 6,9    |
| Carrière  | Carrière | 107    | 1      | 16,0   | 45,4  | 37,6   | 91,5 | 1,7     | 2,2     | 0,7    | 0,1    | 5,9    |

#### Playoffs
| Saison   | Équipe   | Matchs | Titul. | Min./m | % Tir | % 3pts | % LF | Rbds/m. | Pass/m. | Int/m. | Ctr/m. | Pts/m. |
| -------- | -------- | ------ | ------ | ------ | ----- | ------ | ---- | ------- | ------- | ------ | ------ | ------ |
| 2019     | Boston   | 4      | 0      | 4,3    | 42,9  | 100    | 75,0 | 0,3     | 0,8     | 0,3    | 0,0    | 2,5    |
| 2020     | Boston   | 17     | 0      | 16,1   | 48,3  | 44,4   | 87,5 | 2,0     | 1,8     | 0,7    | 0,2    | 4,9    |
| Carrière | Carrière | 21     | 0      | 13,8   | 47,8  | 46,4   | 85,0 | 1,7     | 1,6     | 0,6    | 0,2    | 4,5    |

### Euroligue
| Saison    | Équipe      | Matchs | Titul. | Min./m | % Tir | % 3pts | % LF | Rbds/m. | Pass/m. | Int/m. | Ctr/m. | Pts/m. |
| --------- | ----------- | ------ | ------ | ------ | ----- | ------ | ---- | ------- | ------- | ------ | ------ | ------ |
| 2015-2016 | Brose       | 24     | 24     | 28,8   | 44,3  | 36,4   | 77,5 | 4,1     | 4,0     | 1,3    | 0,1    | 12,2   |
| 2016-2017 | Darüşşafaka | 34     | 33     | 33,5   | 44,8  | 38,6   | 86,4 | 3,1     | 4,6     | 1,5    | 0,9    | 16,7   |
| 2017-2018 | Fenerbahçe  | 36     | 25     | 26,1   | 41,0  | 33,3   | 85,5 | 2,7     | 3,8     | 1,3    | 0,1    | 11,3   |
| Carrière  | Carrière    | 94     | 82     | 29,5   | 43,4  | 36,3   | 84,4 | 3,2     | 4,2     | 1,4    | 0,1    | 13,5   |

## Records sur une rencontre en NBA
Les records personnels de Brad Wanamaker en NBA sont les suivants, :
| Type de statistique        | Saison régulière | Saison régulière        | Saison régulière | Playoffs | Playoffs              | Playoffs          |
| Type de statistique        | Record           | Adversaire              | Date             | Record   | Adversaire            | Date              |
| -------------------------- | ---------------- | ----------------------- | ---------------- | -------- | --------------------- | ----------------- |
| Points                     | 17               | @ Wizards de Washington | 9 avril 2019     | 15       | @ Raptors de Toronto  | 7 septembre 2020  |
| Paniers marqués            | 6                | 2 fois                  | 2 fois           | 5        | @ Raptors de Toronto  | 7 septembre 2020  |
| Paniers tentés             | 15               | @ Hornets de Charlotte  | 20 février 2021  | 9        | @ Raptors de Toronto  | 7 septembre 2020  |
| Paniers à 3 points réussis | 3                | 2 fois                  | 2 fois           | 3        | @ Raptors de Toronto  | 7 septembre 2020  |
| Paniers à 3 points tentés  | 7                | @ Nets de Brooklyn      | 14 janvier 2019  | 5        | @ Raptors de Toronto  | 7 septembre 2020  |
| Lancers francs réussis     | 6                | Wizards de Washington   | 13 novembre 2019 | 5        | Heat de Miami         | 15 septembre 2020 |
| Lancers francs tentés      | 7                | 2 fois                  | 2 fois           | 5        | Heat de Miami         | 15 septembre 2020 |
| Rebonds offensifs          | 2                | 6 fois                  | 6 fois           | 1        | 2 fois                | 2 fois            |
| Rebonds défensifs          | 6                | 3 fois                  | 3 fois           | 5        | @ Raptors de Toronto  | 30 août 2020      |
| Rebonds totaux             | 8                | @ Nets de Brooklyn      | 29 novembre 2019 | 6        | @ Raptors de Toronto  | 30 août 2020      |
| Passes décisives           | 8                | Hornets de Charlotte    | 22 décembre 2019 | 6        | Heat de Miami         | 15 septembre 2020 |
| Interceptions              | 4                | 3 fois                  | 3 fois           | 5        | Heat de Miami         | 15 septembre 2020 |
| Contres                    | 2                | Nets de Brooklyn        | 5 août 2020      | 2        | 76ers de Philadelphie | 19 août 2020      |
| Balles perdues             | 4                | 2 fois                  | 2 fois           | 3        | 2 fois                | 2 fois            |
| Minutes jouées             | 34               | @ Hornets de Charlotte  | 20 février 2021  | 28       | @ Raptors de Toronto  | 30 août 2020      |

- Double-double : 0
- Triple-double : 0

Dernière mise à jour : 23 février 2021

## Salaires
Les gains de Bradley Wanamaker en NBA sont les suivants :
| Saison      | Équipe                   | Salaire     |
| ----------- | ------------------------ | ----------- |
| 2018-2019   | Celtics de Boston        | 838 464 $   |
| 2019-2020   | Celtics de Boston        | 1 445 697 $ |
| Total Gains | Total Gains              | 2 284 161 $ |
| 2020-2021   | Warriors de Golden State | 2 250 000 $ |